# Ganymedes 8
Ganymedes 8 is een sciencefictionverhalenbundel uit 1984 uitgegeven door A.W. Bruna Uitgevers.

## Achtergrond
Schrijvers, vertalers en lezers van sciencefiction konden hun eigen verhaal insturen naar Bruna om opgenomen te worden in de bundelreeks Ganymedes, die uiteindelijk tien delen zou krijgen. De eerste vier delen verschenen in de genummerde Bruna SF-reeks. De volgende vijf bundels werden uitgebracht als Zwarte Beertjes. De verhalen werden uitgekozen door Vincent van der Linden.

## Korte verhalen
1. Peter Cuijpers: Gods knikkers
2. Tais Teng & Paul Harland: Fuga in frictieloos porselein
3. Paul Harland: Epsilon in Malaysian Pale
4. Jan Kuipers: Van de late tijden en gewone dingen
5. Gerben Hellinga jr.: Schuld en boete
6. Julien C. Raasveld: De nerven van november
7. Caren Peeters: Borrelconcert
8. Eddy C. Bertin: Het krijsen van versplinterd glas
9. Pim Cuijpers: Mensenvlees
10. Wim Gijsen: Het smeekschrift
11. Manuel van Loggem: Psychopolis
12. Patrick Bernauw: De tabletten van het labyrint
13. Thomas Wintner: Jaap en Jetje
14. Karla Madonna: Vrouw achter het stuur
15. Reinold Wildemann: Bankfurt
16. Piet Valkman: Ezechiël
17. Jeroen Engberts: Rouwboeket
18. Wim Burkunk: Instabiel
19. Guido Eekhaut: Vluchten
20. Remco Meisner: Solliciteren tegen wil en dank